# Angband
Pour le jeu vidéo, voir Angband (jeu vidéo).
Angband est une forteresse imaginaire appartenant au légendaire (legendarium) de l'écrivain britannique J. R. R. Tolkien. Elle apparaît notamment dans Le Silmarillion.
C'est une forteresse au nord-ouest de la Terre du Milieu (au nord du Beleriand) créée par le Vala Melkor. Son autre forteresse est Utumno.

## Étymologie
Angband signifie « prison de fer » ou « enfer d'acier » en sindarin. En quenya, l'équivalent est Angamando.

## Histoire
Angband est la deuxième forteresse souterraine édifiée par Melkor, à l'ouest d'Utumno, sa demeure principale. Elle était commandée par son lieutenant Sauron. Ce bastion avait pour but de surveiller la mer à l'ouest et de prévenir une éventuelle attaque venant du Valinor.
Lors de la Guerre des Puissances, Utumno et Angband furent toutes deux détruites, mais les fondations d'Angband subsistèrent. Peu après, Sauron y rassembla toutes les créatures maléfiques et malveillantes, pendant l'incarcération de son maître à Valinor pendant trois siècles. Tous les mauvais esprits s'y étaient rassemblés, comme d'une grande armée attendant le retour du maître. Quand Morgoth revint à Angband, il érigea au-dessus un volcan à trois sommets, le Thangorodrim.
Pendant le Premier Âge et les guerres du Beleriand, la forteresse fut assiégée à de nombreuses reprises pendant plus de quatre siècles par les elfes Noldor, avant d'être finalement détruite par les Valar lors de la guerre de la Grande Colère, la dernière bataille qui fut si violente que le Beleriand tout entier fut englouti sous la mer.

## Dans la culture populaire
- Les récits du Silmarillion n'ont pas été adaptés à la radio, la télévision ou le cinéma. Angband a néanmoins inspiré les illustrateurs, comme John Howe[2] ou Ted Nasmith[3].
- Un jeu vidéo, ayant connu de nombreux dérivés, est intitulé Angband.